# Российско-китайская граница
Российско-китайская граница (кит. 中国—俄罗斯边界) — современная государственная граница между РФ и КНР. Современные очертания приобрела после окончательной демаркации в 2005 году (с территориальными уступками в пользу Китая). Современная протяжённость — 4209,3 км, в том числе 650,3 км сухопутной, 3489,0 км речной и 70,0 км озёрной (для сравнения, длина российско-казахстанской границы — 7512,8 км). Распадается на два участка: длинный восточный и короткий западный (около 50 км). Между ними находится Монголия, ограниченная Россией на севере и Китаем на юге. Российско-китайская граница имеет как речные (проходит по фарватеру рек Аргунь, Амур и Уссури), так и сухопутные участки.

## История

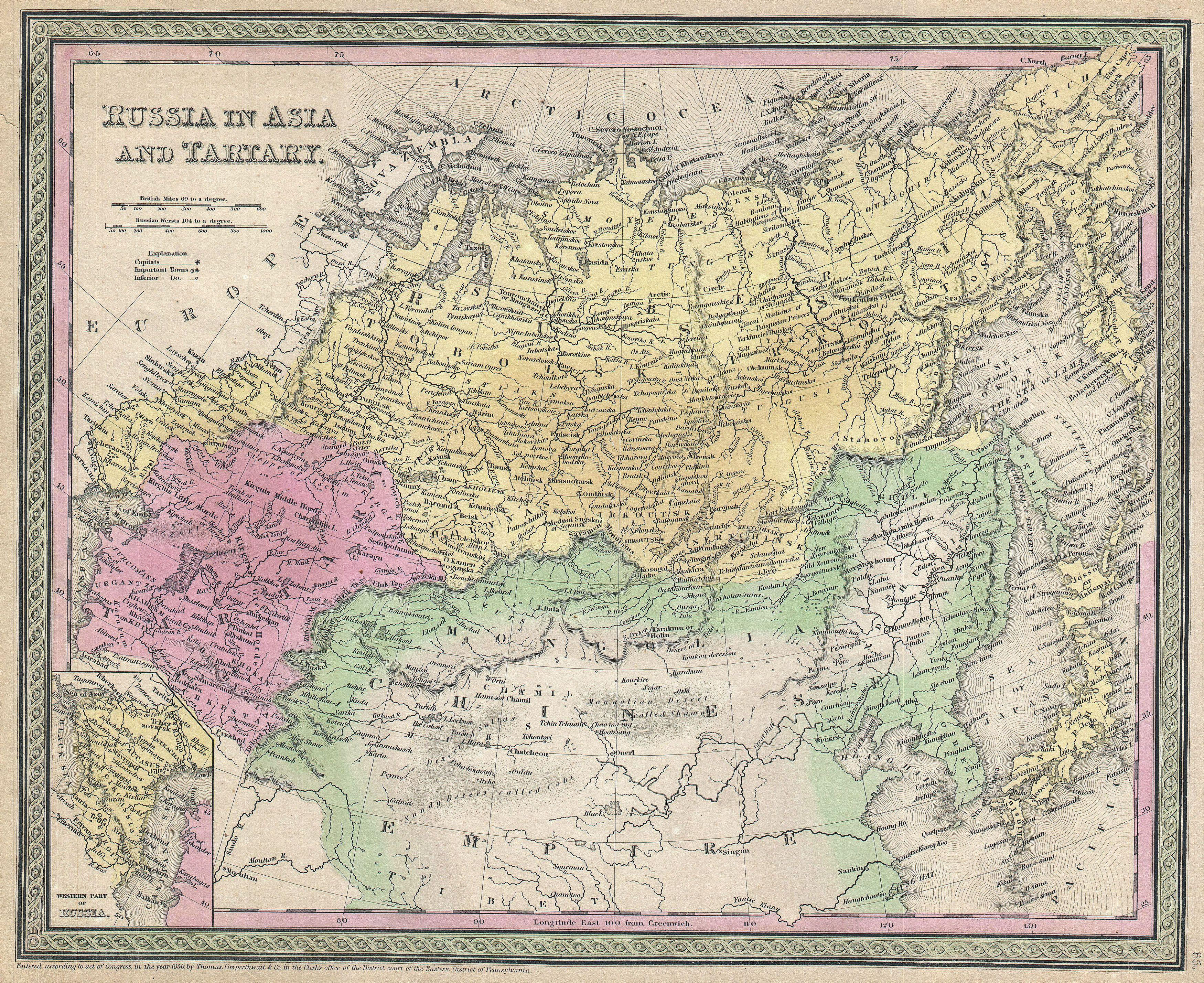
Российско-китайская граница в XVIII — первой половине XIX века

Сама граница, как и российско-китайские отношения, имеет давнюю и довольно конфликтную историю, которая началась с покорения Сибири. Советско-китайская граница в XX веке и особенно российско-китайская граница конца XIX — начала XX века были значительно более протяжёнными, так как в состав Китайской империи тогда входила Монголия, а в состав Российской — Средняя Азия.
Первым договором между Россией и Китаем, установившим границу между государствами, был Нерчинский договор 1689 года. Граница была проведена по реке Аргуни и далее по Становому хребту к берегу Охотского моря. Россия по договору лишалась крепости Албазин, теряла освоенное ею Приамурье.
Следующим договором о границе был Буринский договор 1727 года. Он определил прохождение российско-китайской границы на тех участках, которые не были определены Нерчинским договором к западу от реки Аргунь до перевала Шабин-Дабат (Западные Саяны). Позднее эти границы были закреплены Кяхтинским договором 1727 года на основании условий, выработанных в ходе переговоров по обсуждению Буринского договора.

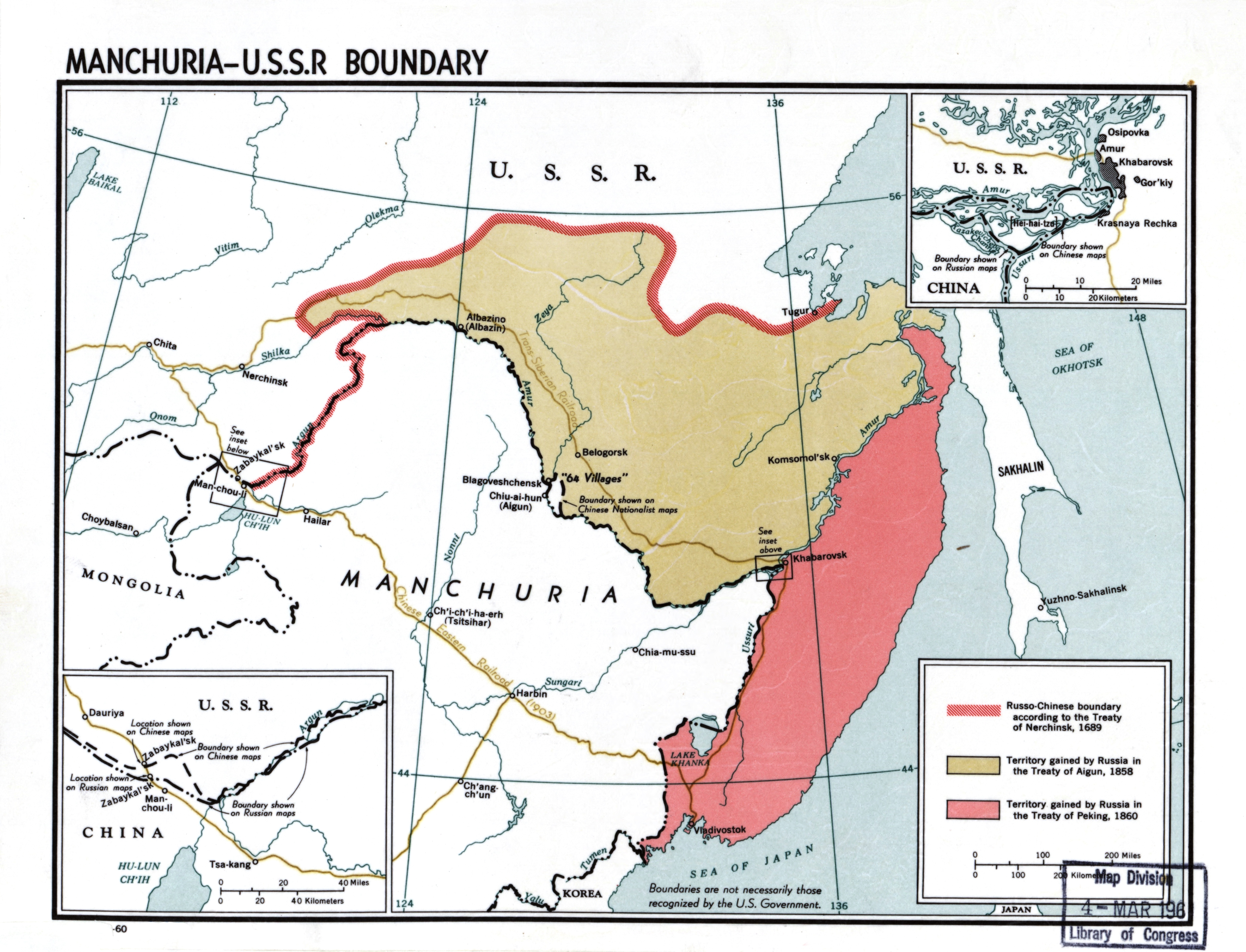
Территории, отошедшие к России по:
Айгуньскому договору 1858 года
Пекинскому договору 1860 года

Айгунский договор 1858 года фактически пересмотрел условия Нерчинского договора и установил российско-китайскую границу по реке Амуру. Тяньцзиньский трактат 1858 года предусматривал определить не установленную до этого времени часть границы между Россией и Китаем. Пекинский договор 1860 года разграничил земли от Уссури до Японского моря — граница была проведена по китайскому берегу Амура, Уссури, а также протоке Казакевича. Таким образом, Россия получила Приморье.
В связи с провозглашением независимости Монголии в 1911 году российско-китайская граница разделилась на западный и восточный участки, а после установления российского протектората над Урянхайским краем в 1914 году она вновь изменилась.

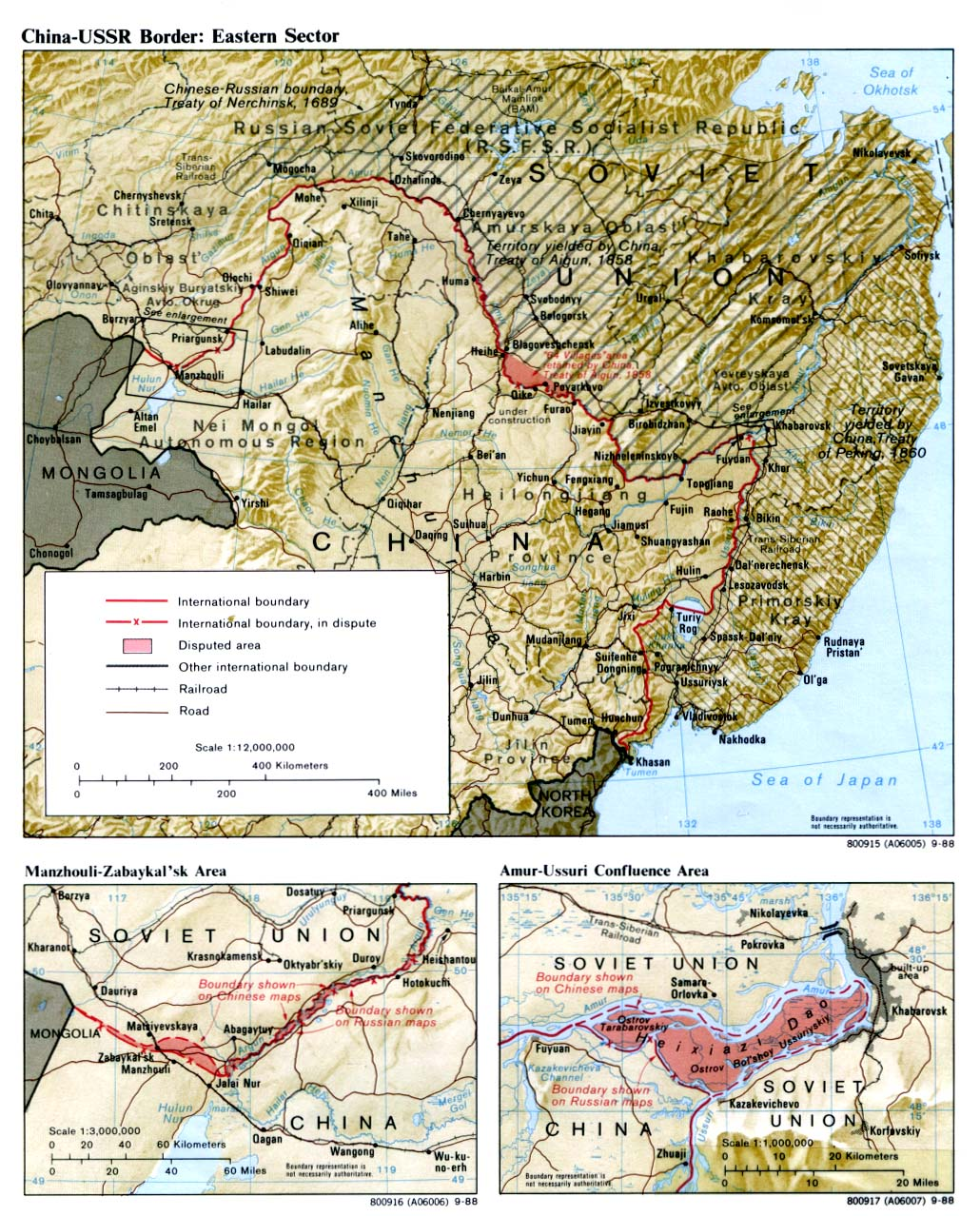
Советско-китайские пограничные конфликты

1 марта 1932 года на территории Маньчжурии при поддержке Японии было провозглашено марионеточное, но формально независимое государство Маньчжоу-Го. Собственно застенный Китай таким образом на время потерял общую границу с РСФСР, кроме небольшого участка к западу от Монголии. Маньчжоу-Го было признано 23 из 80 существовавших на тот момент государств мира. Дипломатические отношения были установлены и с СССР (де-факто — 23 марта 1935; де-юре — 13 апреля 1941), Германией, Италией, Испанией, позже — режимом Виши во Франции. В период 1945—1948 территория Внутренней Маньчжурии была возвращена китайским коммунистам и стала главной базой Народно-освободительной армии Китая. Российско-китайская граница 1861 года, таким образом, была восстановлена.
Советско-китайский договор о границе от 16 мая 1991 года уточнил и обозначил линию российско-китайской границы практически на всём протяжении её восточной части (к востоку от Монголии). Принадлежность островов, появившихся на пограничных реках после демаркации линии границы и появившихся непосредственно на демаркированной линии границы, должно было в будущем определяться путём консультаций между договаривающимися сторонами. Прохождение границы на оставшихся спорных участках было урегулировано российско-китайским договором 2004 года.

## Пограничные конфликты середины XX века
В начале 1950‑х гг. СССР передал КНР топографические карты с обозначением всей линии границы. Тогда с китайской стороны каких‑либо замечаний по поводу линии проведения границы не последовало. Но уже со второй половины 1950‑х гг. начали проявляться разногласия по вопросу о линии границы между СССР и КНР.
Территориально-политическая экспансия России, а также и Китая, не раз становились поводом для взаимных территориальных претензий:
- Конфликт на КВЖД
- Пограничный конфликт на острове Даманский

Основной современной проблемой является нелегальная трудовая миграция китайских граждан, контрабанда и нелегальный промысел граждан Китая на территории России, а также активное строительство, которое китайская сторона ведёт на южном берегу реки Амур, заболачивая более низменный российский берег.

## Демаркация 2005 года
14 октября 2008 года по окончании демаркации российско-китайской границы острова Тарабаров, Виноградов, Корейский, Ромашкин и часть Большого Уссурийского острова были переданы Китаю.
Попытка граждан РФ, живущих в Хабаровском крае, провести референдум для оценки изменений границы края; и о доверии губернатору края, давшему письменное согласие на передачу островов; и о доверии президенту, подписавшему соглашение, была организована в строгом соответствии с законом (май 2005 г.). Законодательная Дума Хабаровского края отказалась рассматривать документы; а при их повторном направлении отказала в разрешении проводить его.
В августе 2023 года Китайский государственный «Картографический сервис стандартных карт» выпустил новый, официально утвержденный комплект географических карт за 2023 год, на которых вся территория Большого Уссурийского острова была обозначена как принадлежащая КНР. Кроме того, сам остров был отдельно указан как самая восточная точка страны.

## Пограничные регионы
Провинции Китая, граничащие с Россией:
- Синьцзян-Уйгурский автономный район, — ближайший крупный российский город Горно-Алтайск
- Внутренняя Монголия, — Чита
- Хэйлунцзян, — Благовещенск, Хабаровск
- Гирин, — Владивосток

 Регионы России, граничащие с Китаем:
- Республика Алтай
- Забайкальский край
- Амурская область
- Еврейская автономная область
- Хабаровский край
- Приморский край